# Кунаев, Эли Умарович
Э́ли Ума́рович Куна́ев — советский тяжелоатлет, мастер спорта СССР, Заслуженный тренер России, судья международной категории. Выпускник факультета физического воспитания Чечено-Ингушского государственного педагогического института.

## Биография
Родился в годы депортации в Целиноградской области Казахстана. После возвращения на родину учился в селе Кулары. Окончил школу в 1970 году.
Во время службы в армии увлёкся классической борьбой, выполнил норматив первого разряда. После демобилизации продолжил тренироваться у Игоря Козыря. Становился призёром республиканских соревнований.
В 1976 году окончил техникум. Тогда же увлёкся тяжёлой атлетикой. Его тренером стал Николай Осташко. Становился чемпионом и призёром республиканских и ведомственных соревнований.
В 1979 году занялся тренерской деятельностью в спортивном обществе «Урожай». Позже стал директором ДЮСШ по тяжёлой атлетике, а затем — Школы высшего спортивного мастерства республики. Проработал на этой должности до второй чеченской войны. В результате боевых действий спорткомплекс ШВСМ был полностью разрушен.
Подготовил более 20 мастеров спорта и 60 кандидатов в мастера и перворазрядников.

## Известные воспитанники
- Аухадов, Хамзат Ахмаевич (1965) — мастер спорта СССР, Заслуженный тренер России.